# Africa Speaks
《Africa Speaks》는 미국의 라틴 록 밴드 산타나의 스물다섯 번째 스튜디오 음반으로, 콩코드 레코드와 슈어톤 레코드가 2019년 6월 7일에 발매했다.
이 음반은 말리부에 있는 릭 루빈의 샹그릴라 녹음실에서 루빈에 의해 10일간의 녹음 세션 동안 프로듀싱하였고, 이 기간 동안 49곡을 녹음했다. 루빈과 카를로스 산타나는 8부 밴드를 사용했다(산타나의 아내 신디 블랙먼 산타나를 드럼에 포함했다).
이 음반의 첫 번째 싱글인 〈Breaking Down the Door〉는 2019년 4월 19일에 발매되었다. 2019년 1월, EP 《In Search of Mona Lisa》를 발매했는데, 이것은 LP의 서문 역할을 했다. 이 음반은 미국 빌보드 200에서 3위로 데뷔했다.

## 개요
《Africa Speaks》는 아프리카 대륙의 음악에서 영감을 받았고, "록, 라틴, 재즈의 독특한 융합"이라고 불렸다. 그 음반의 많은 곡들이 단숨에 녹음되었다. 이 음반에는 스페인 가수 콘차 부이카의 보컬이 담겨 있다.
2019년 1월, 카를로스 산타나는 《롤링 스톤》과 함께 그의 새로운 음악에 대해 이야기하면서, 루빈에게 "당신이 조니 캐시, 레드 핫 칠리 페퍼스와 메탈리카 같은 모든 사람들과 함께 작업해 본 적이 있다는 것을 알고 있어요."라고 말한 후, 그는 "음, 당신이 무엇을 하는 것에 관심이 있나요?"라고 말했다. 나는 '아프리카 음악만'이라고 말했습니다. 그래서 믿을 수 있나요? 우리는 10일 동안 49곡을 녹음했습니다. 그는 매우 친절했습니다. 하루에 6, 7곡을 녹음하는 것은 허리케인 같았기 때문입니다. 릭은 '클라이브 데이비스와 함께, 많은 게스트 스타들과 가수들이 있었습니다. 여기에 누구를 초대하고 싶습니까?' 저는 '나는 로라 엠불라와 부이카는 두 여자만 원해요.'라고 말했어요. 그래서 우리가 그들을 불렀고 그들은 승낙했습니다."

## 발매
| 전문가 평가   | 전문가 평가 |
| 총 점수       | 총 점수     |
| 출처          | 점수        |
| ------------- | ----------- |
| 메타크리틱    | 87/100      |
| 평가 점수     |             |
| 출처          | 점수        |
| AllMusic      | [ 6 ]       |
| Glide         | [ 7 ]       |
| Mojo          | [ 8 ]       |
| Rolling Stone | [ 9 ]       |

《Africa Speaks》는 콩코드 레코드와 슈어톤 레코드에 의해 2019년 6월 7일에 발매되었다. 미국에서는 빌보드 200에서 3위로 데뷔했고, 57,000장의 앨범 등가 단위로 최고의 라틴 음반에서 1위로 데뷔했다. 이 음반은 또한 2014년 3월 로미오 산토스의 《Formula, Vol. 2》 이후 한 주 만에 가장 많은 판매량을 기록한 라틴 음반이 되었고, 2014년 말에 《빌보드》가 동등한 유닛을 바탕으로 음반을 순위를 매기기 시작한 이후 스페인어로 된 음반으로는 최고의 실적을 거둔 주가 되었다. 그것은 또한 2019년 6월 22일부터 9월 14일까지 13주 연속 라틴 음반 판매 차트에서 1위를 차지했다. 《Africa Speaks》는 미국에서 6월 20일 현재 63,000장이 팔리면서 2019년 상반기에 가장 많이 팔린 라틴 음반이었다.

## 곡 목록
| #   | 제목                       | 작사·작곡                                                           | 재생 시간 |
| --- | -------------------------- | ------------------------------------------------------------------- | --------- |
| 1.  | 〈Africa Speaks〉          | 카를로스 산타나, 데이비드 악셀로드, 콘차 부이카                     | 4:47      |
| 2.  | 〈Batonga〉                | 산타나, 부이카                                                      | 5:43      |
| 3.  | 〈Oye Este Mi Canto〉      | 산타나, 부이카, 존 아데몰라 해스트럽                                | 5:58      |
| 4.  | 〈Yo Me Lo Merezco〉       | 산타나, 부이카, 제이 유 익스피리언스, 스톤페이스, 드라고 우보마     | 6:12      |
| 5.  | 〈Blue Skies〉             | 산타나, 부이카, 로라 음불라, 마이크 오두모수                        | 9:08      |
| 6.  | 〈Paraísos Quemados〉      | 산타나, 부이카, 모하메드 재브리                                     | 5:59      |
| 7.  | 〈Breaking Down the Door〉 | 산타나, 마누 차오, 부이카, 드류 곤살베스, 이반 듀란, 라파엘 데 레온 | 4:30      |
| 8.  | 〈Los Invisibles〉         | 산타나, 부이카, 라시드 타하, 스티브 힐리지                          | 5:54      |
| 9.  | 〈Luna Hechicera〉         | 산타나, 부이카, 이스마엘 로                                         | 4:47      |
| 10. | 〈Bembele〉                | 산타나, 부이카, 필립 쿨만, 보얀 벌레틱, 마이클 티모 에네스          | 5:51      |
| 11. | 〈Candombe Cumbele〉       | 산타나, 부이카, 이지 카바카 브라운                                  | 5:36      |